# Trampelpfad

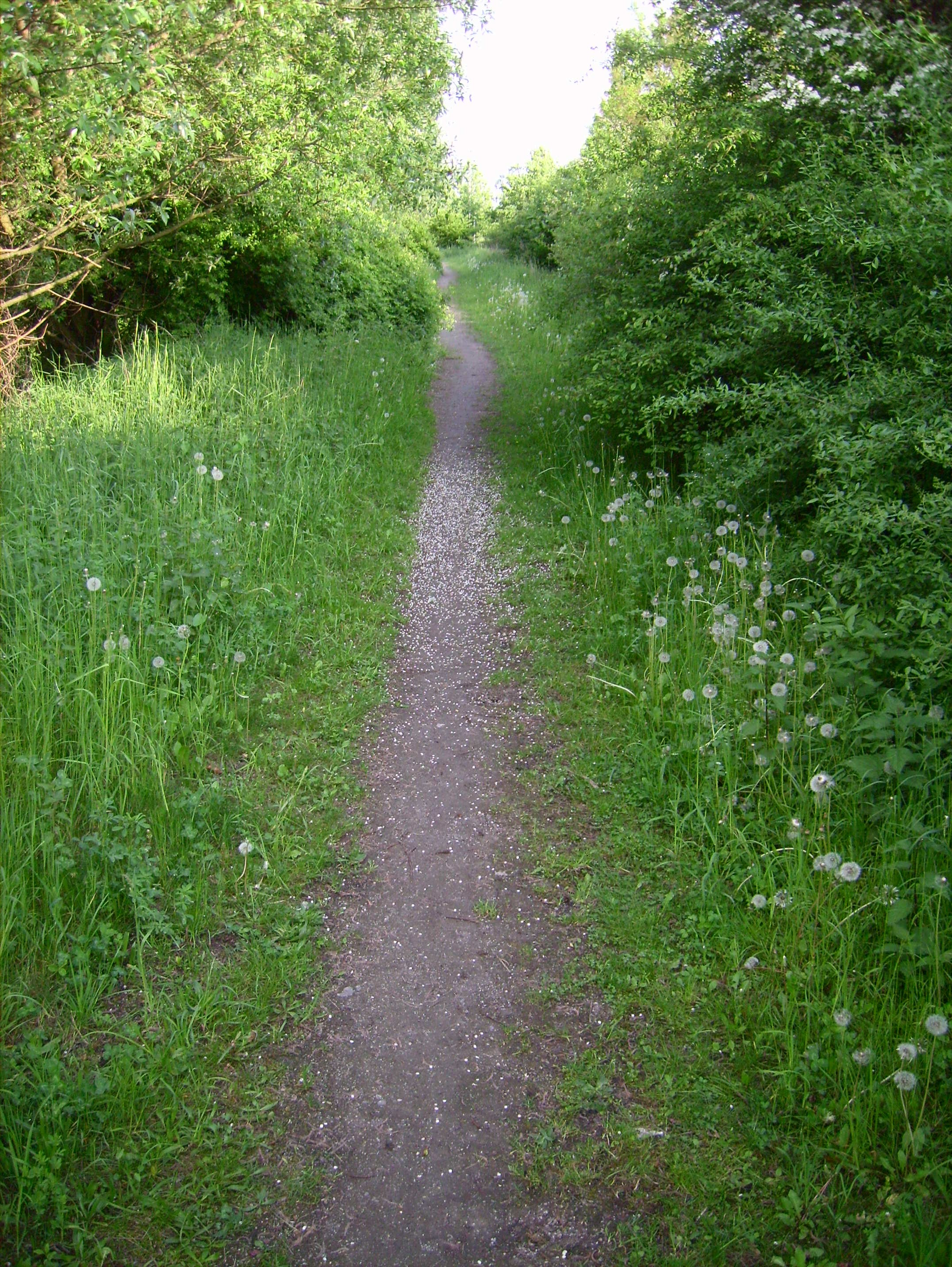
Trampelpfad in Dortmund-Lanstrop

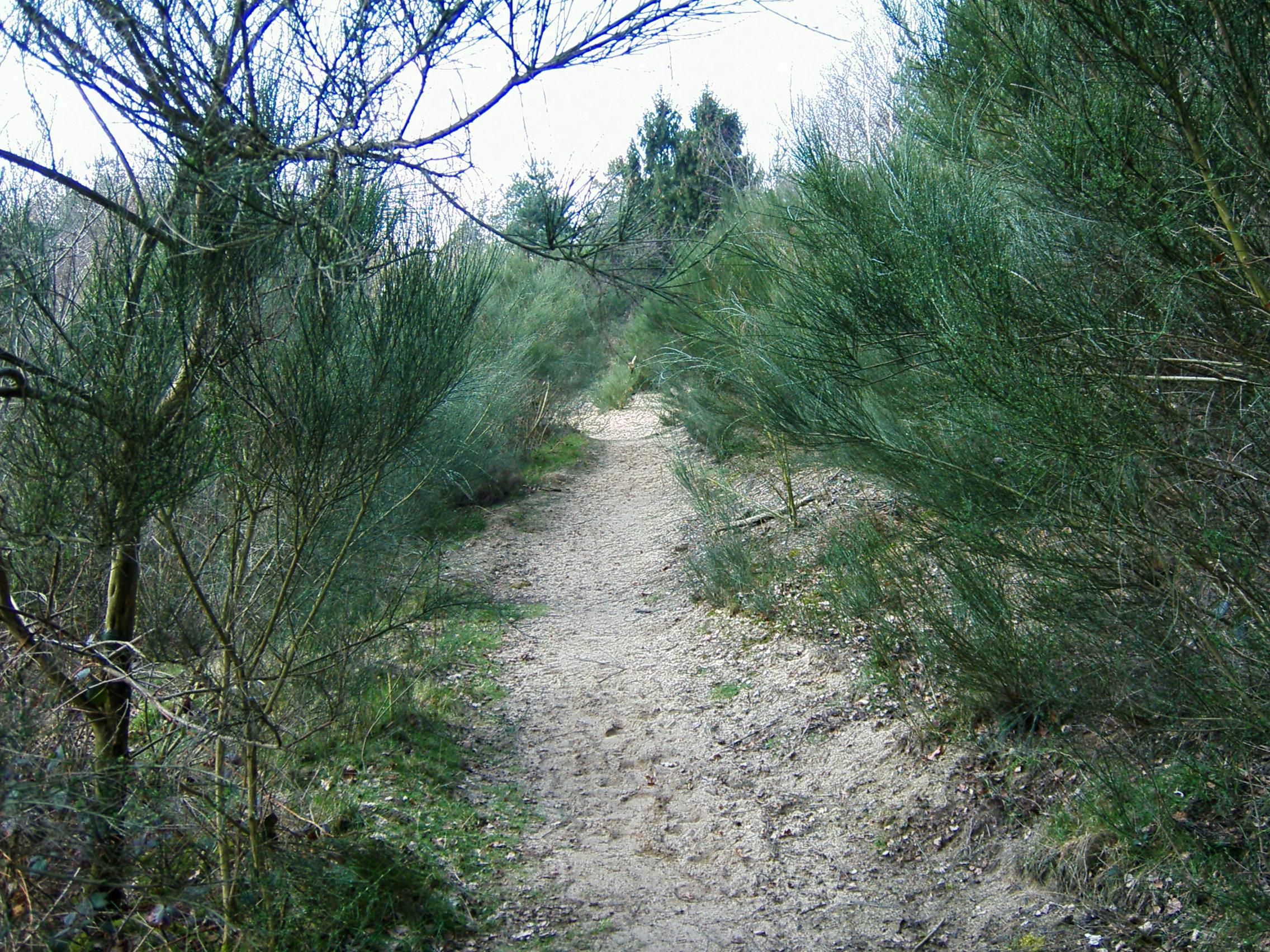
Trampelpfad zwischen Ginsterbüschen auf dem Münsterländer Kiessandzug

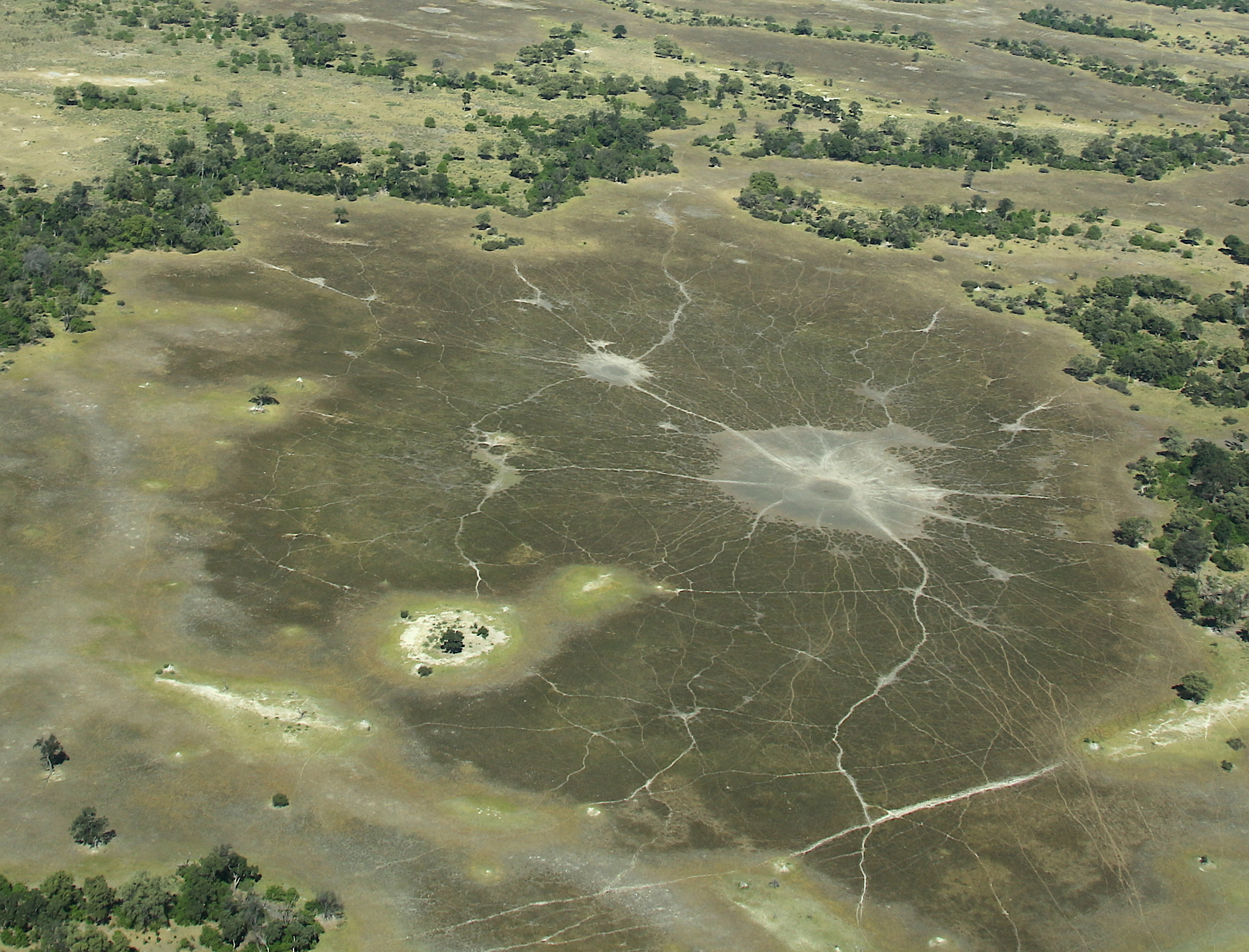
Trampelpfade von Wildtieren im Okavangodelta

Trampelpfad oder Pfad ist eine Bezeichnung für einen schmalen Fußweg ohne viele Abzweigungen. Das Wort „Trampelpfad“ ist gebildet aus „trampeln“ (Verstärkung von treten) und „Pfad“ (Fußweg). Trampelpfade entstehen durch häufiges Begehen gleicher Wegstrecken in unwegsamem Gebiet durch Mensch oder Tier und sind der ursprünglichste Typ von Wegen. Ein Pfad ist gelegentlich schwer im Gelände auszumachen. Insbesondere Waldpfade und Bergpfade (Steige) können von Menschen oft nur hintereinander begangen werden.
Trampelpfade stellen eine Wegoptimierung dar und folgen damit einem Bedürfnis (engl. desire path). An der Bildung eines Trampelpfades ist meist eine Vielzahl von Menschen oder Tieren beteiligt. Trampelpfade bilden eine Abkürzung, einen bequemeren oder den einzig gangbaren Weg um Hindernisse herum. In gestalteten Umgebungen wie etwa urbanen Grünflächen sind sie typischerweise unerwünscht, werden aber trotzdem gebildet – auch ohne Zustimmung oder gegen die Absichten der Eigentümer.

## Redewendungen
Redewendungen zum Thema Pfad lassen darauf schließen, dass dieser oft mühsam zu begehen ist (schmale Pfade betreten, d. h. unsicheres Terrain erforschen oder auf dem Pfad der Tugend wandeln, d. h. ohne Fehl und Sünde durchs Leben gehen). Krumme Pfade einschlagen heißt so viel wie unrechte Vorgehensweisen in Erwägung zu ziehen. Wer sich dagegen auf ausgetretene Pfade begibt, riskiert keine Neuerungen und verhält sich weitestgehend pragmatisch. In der Steigerung stehen geistige Trampelpfade für besonders stures, phantasieloses, eingefahrenes Denken.

## Regelmäßigkeiten
Seit den ersten Untersuchungen zum Fußverkehr in den 1960er Jahren ist klar, dass die scheinbar „chaotische“ Bewegung von Fußgängern gewissen Regelmäßigkeiten unterliegt. Dies gilt insbesondere für Fußgänger, die ein bestimmtes Ziel haben. Um dieses zu erreichen, wählen Fußgänger normalerweise die kürzeste Route. Die Abneigung des Fußverkehrs, Umwege zu laufen, ist ausgesprochen groß, selbst wenn man über den direkten Weg nur langsam vorankommt. Sofern die vorhandenen Wege ungünstig verlaufen, sodass größere Umwege in Kauf genommen werden müssten, entstehen auf dem direkten Weg ungeplante Wegesysteme, die Trampelpfade. Diese besitzen einige charakteristische Eigenschaften:
- Kreuzung von drei Wegen: Die Trampelpfade schmiegen sich aneinander, d. h. sie verlaufen an den Einmündungen oder Verzweigungen nicht geradlinig, sondern kurvig.[1]
- Kreuzung von vier Wegen: Überschneiden sich zwei Wege, behalten sie ihren (geradlinigen) Verlauf bei.[1]
- Stärker frequentierte Trampelpfade sind breiter als weniger frequentierte.
- Wenn ein Trampelpfad unpassierbar wird (durch eine Absperrung o. ä.), bildet sich parallel dazu ein neuer.

## Landschaftsarchitektur
Trampelpfade können bewusst als Gestaltungsmittel eingesetzt werden, unter anderem um eine effiziente Wegeführung zu kreieren. Ein Beispiel wurde auf dem Campus der University of Oregon (Eugene) geschaffen, wo Ende der sechziger Jahre Studenten um Mitbestimmung bei der Umgestaltung der Universität kämpften. Die Universitätsleitung engagierte den Wiener Architekten Christopher Alexander. Nach seinem Plan wurde das Gelände zwischen den Universitätsgebäuden planiert und mit Rasen besät. Die nach Monaten entstandenen Trampelpfade wurden zu befestigten Wegen umgestaltet („Desire Lines“).
Im Sinne der Wegoptimierung stellen Trampelpfade häufig eine bessere Lösung dar, als die von den Architekten geplante. In einigen Fällen bezogen Landschaftsarchitekten bereits bestehende Trampelpfade in ihre Planungen ein. Auch sind Planungen bekannt, bei denen gänzlich auf zielführende Wege (z. B. zwischen Wohnhäusern einer Siedlung) verzichtet und die Entstehung von Trampelpfaden abgewartet wurde. Auf den Trassen dieser Trampelpfade wurden dann später feste Wege eingerichtet. Man erreichte so eine „automatische“ Wegeoptimierung und vermied die Entstehung von zusätzlichen Trampelpfaden, die Bewuchs und Aussehen der Anlage beschädigt hätten.